# مسجد حاجی شمس
مسجد حاجی شمس مربوط به دوره افشار است و در شهرستان یزد، بخش مرکزی، روستای خویدک واقع شده و این اثر در تاریخ ۱۱ مرداد ۱۳۸۴ با شمارهٔ ثبت ۱۲۳۴۱ به‌عنوان یکی از آثار ملی ایران به ثبت رسیده است.
یک زیلو باقدمت۱۱۹۶ هجری در مسجد موجود است. هم‌اکنون این مسجد مورد استفاده قرار می‌گیرد